# Achala Basanta
Achala Basanta ('Font eterna') és una muntanya del districte de Cuttak a Orissa (Índia), on estan situades les ruïnes de Majhipur, la residència d'un antic cap tribal hindú.